# Германовце
Германовце (словац. Hermanovce) — село в Словаччині, Пряшівському окрузі Пряшівського краю. Розташоване в північно–східній частині Словаччини, у Шариській височині в долині потока Германка.
Уперше згадується у 1320 році.
У селі є римо-католицький костел з 1650 року в стилі бароко (вперше згадується у 1438 році), палац з початку 19 століття в стилі класицизму та садиба з кінця 18 століття.

## Населення
| Рік:            | 1994. | 2004.    | 2014.    | 2024.   |
| --------------- | ----- | -------- | -------- | ------- |
| Кількість осіб: | 1359  | 1539     | 1879     | 1738    |
| Різниця:        |       | +13,24 % | +22,09 % | -7,50 % |

| Рік:            | 2023. | 2024.   |
| --------------- | ----- | ------- |
| Кількість осіб: | 1704  | 1738    |
| Різниця:        |       | +1,99 % |

В селі проживає 1 883 осіб.
Національний склад населення (за даними останнього перепису населення — 2001 року):
- словаки — 78,25 %,
- цигани — 21,34 %,
- угорці — 0,20 %,
- чехи — 0,14 %.

Склад населення за приналежністю до релігії станом на 2001 рік:
- римо-католики — 98,23 %,
- греко-католики — 0,27 %,
- протестанти — 0,20 %,
- не вважають себе віруючими або не належать до жодної вищезгаданої церкви — 1,29 %.